# FCA Poland

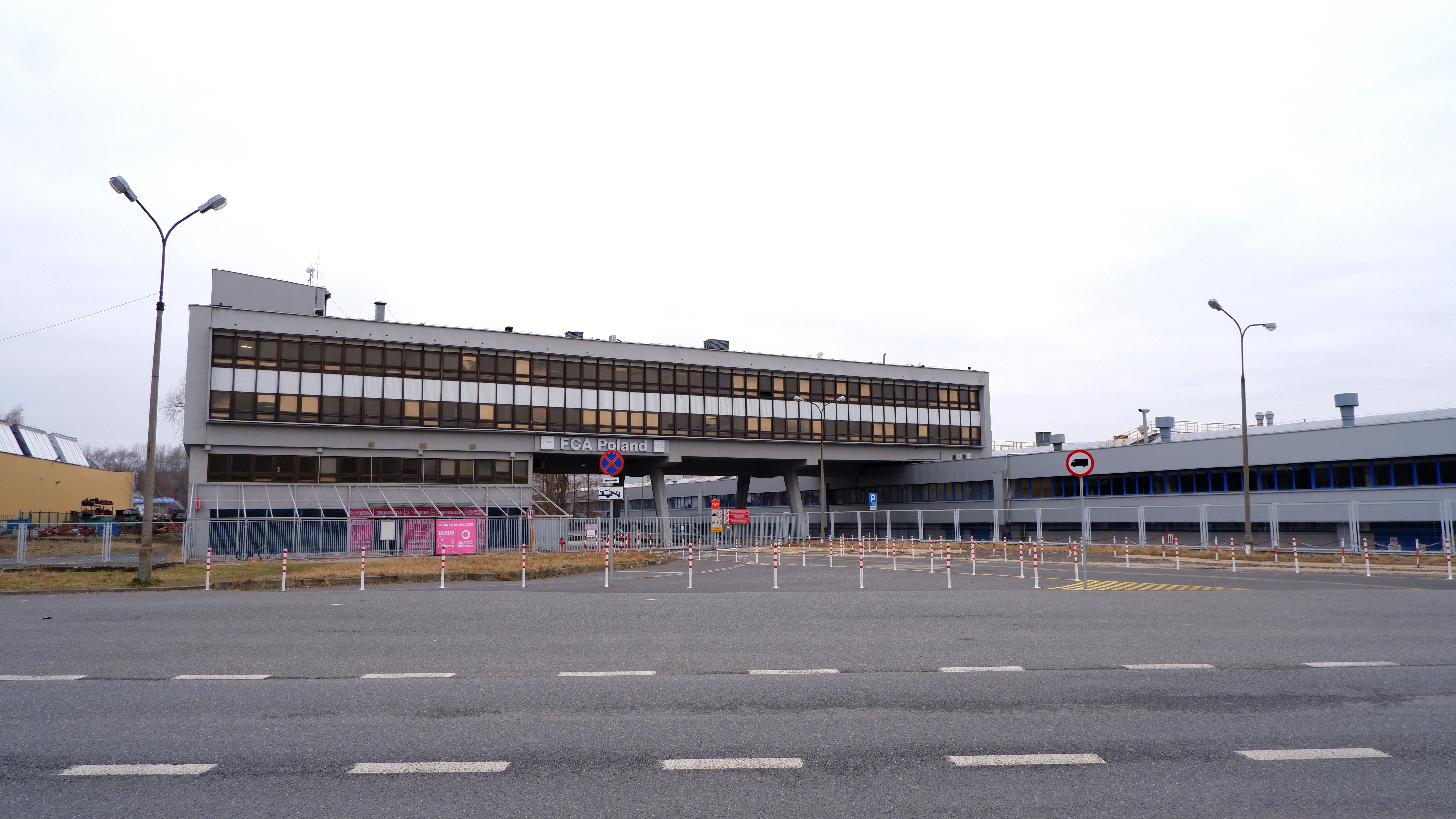
Brama główna zakładu FCA Poland w Bielsku-Białej

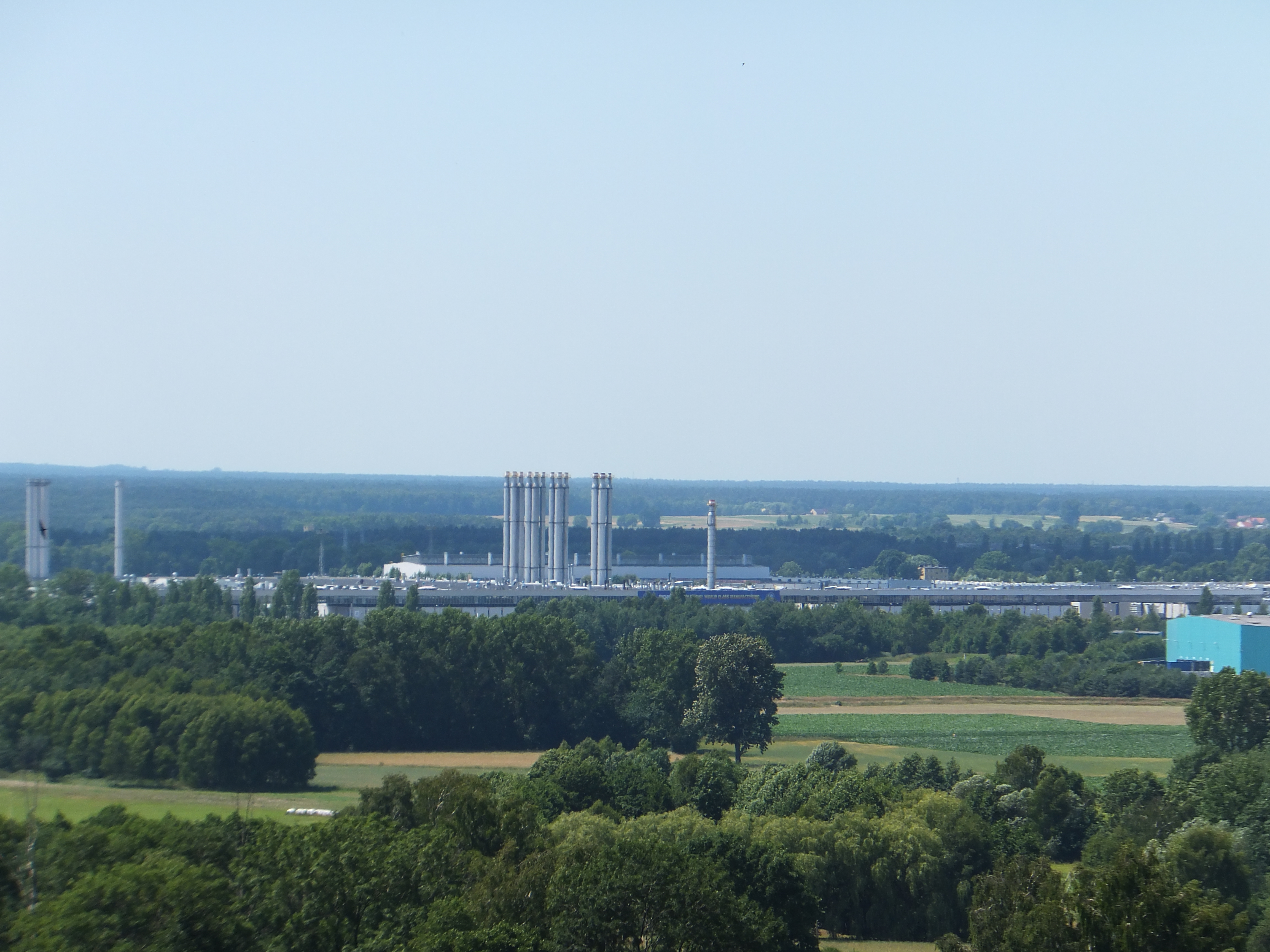
Zakład FCA Poland w Tychach widziany ze wzgórza Klimont

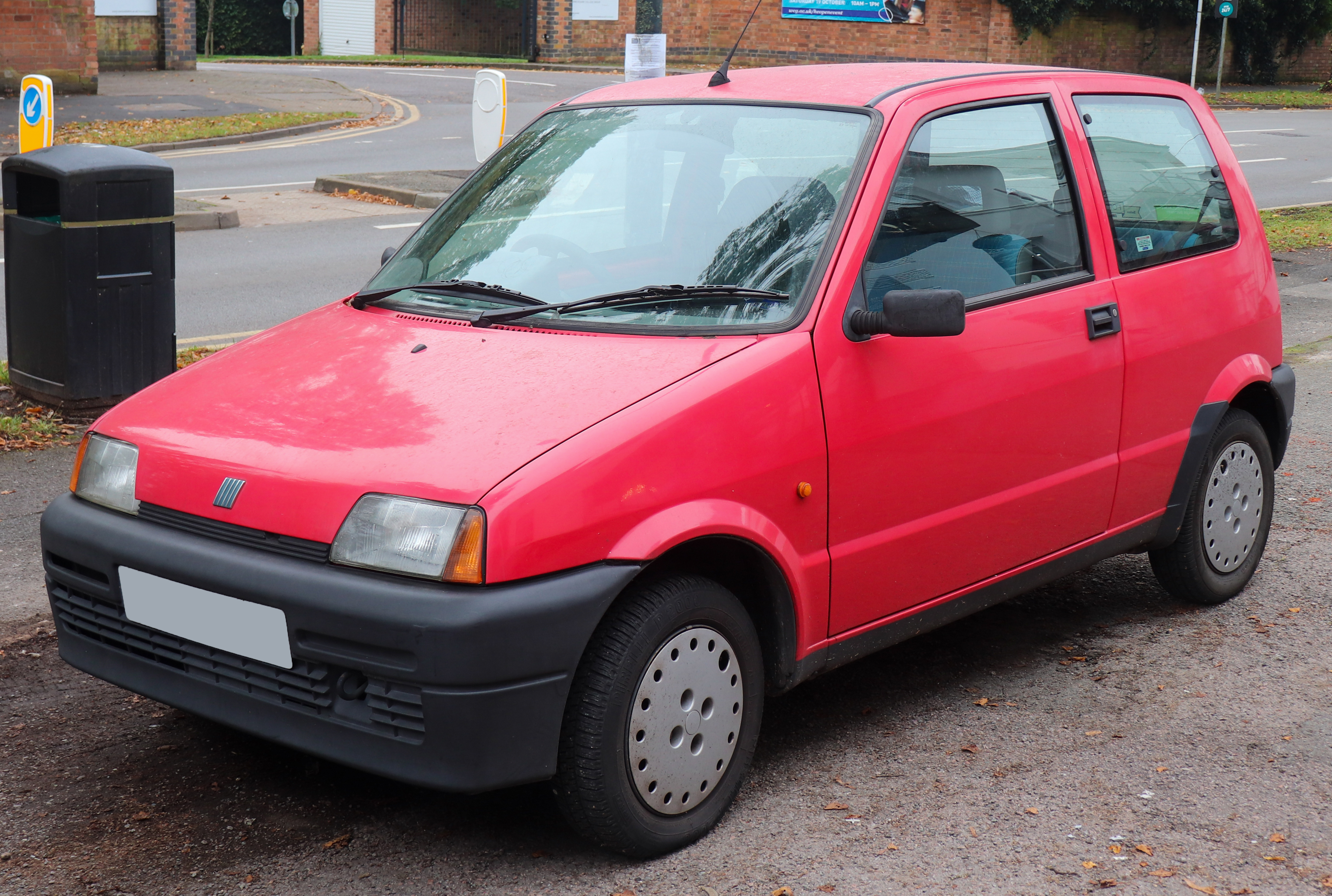
Fiat Cinquecento

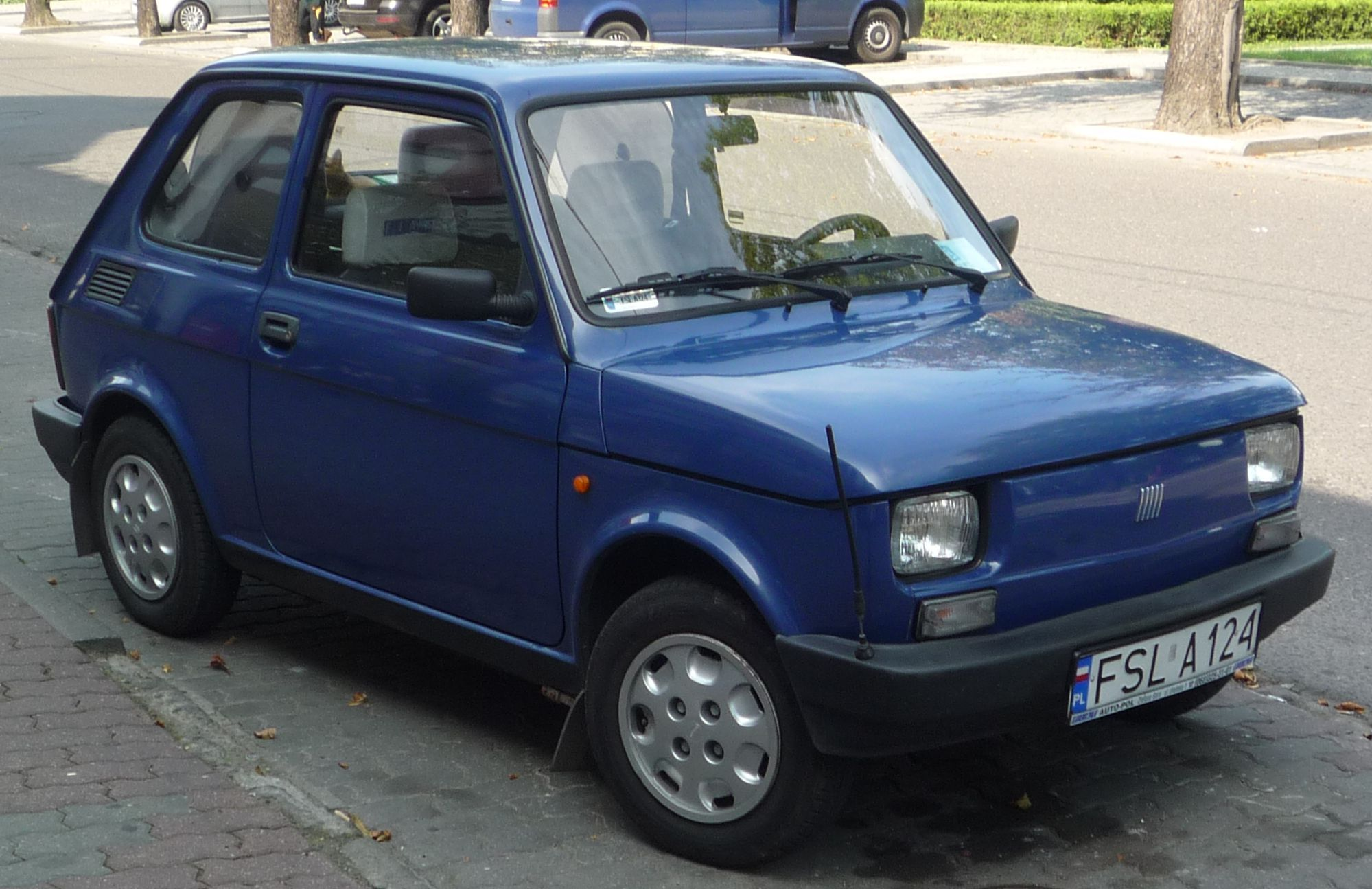
Fiat 126 ELX

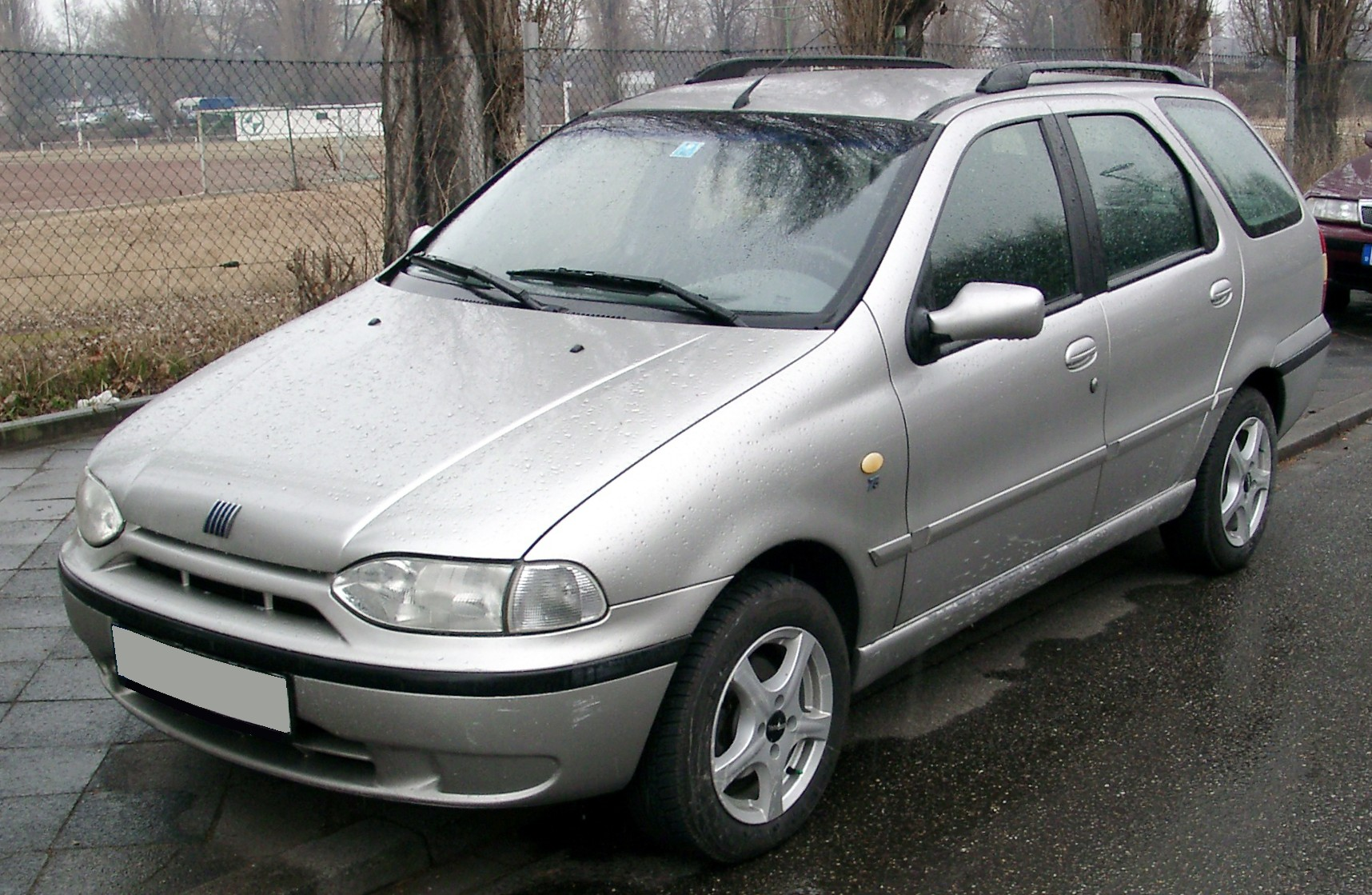
Fiat Palio Weekend

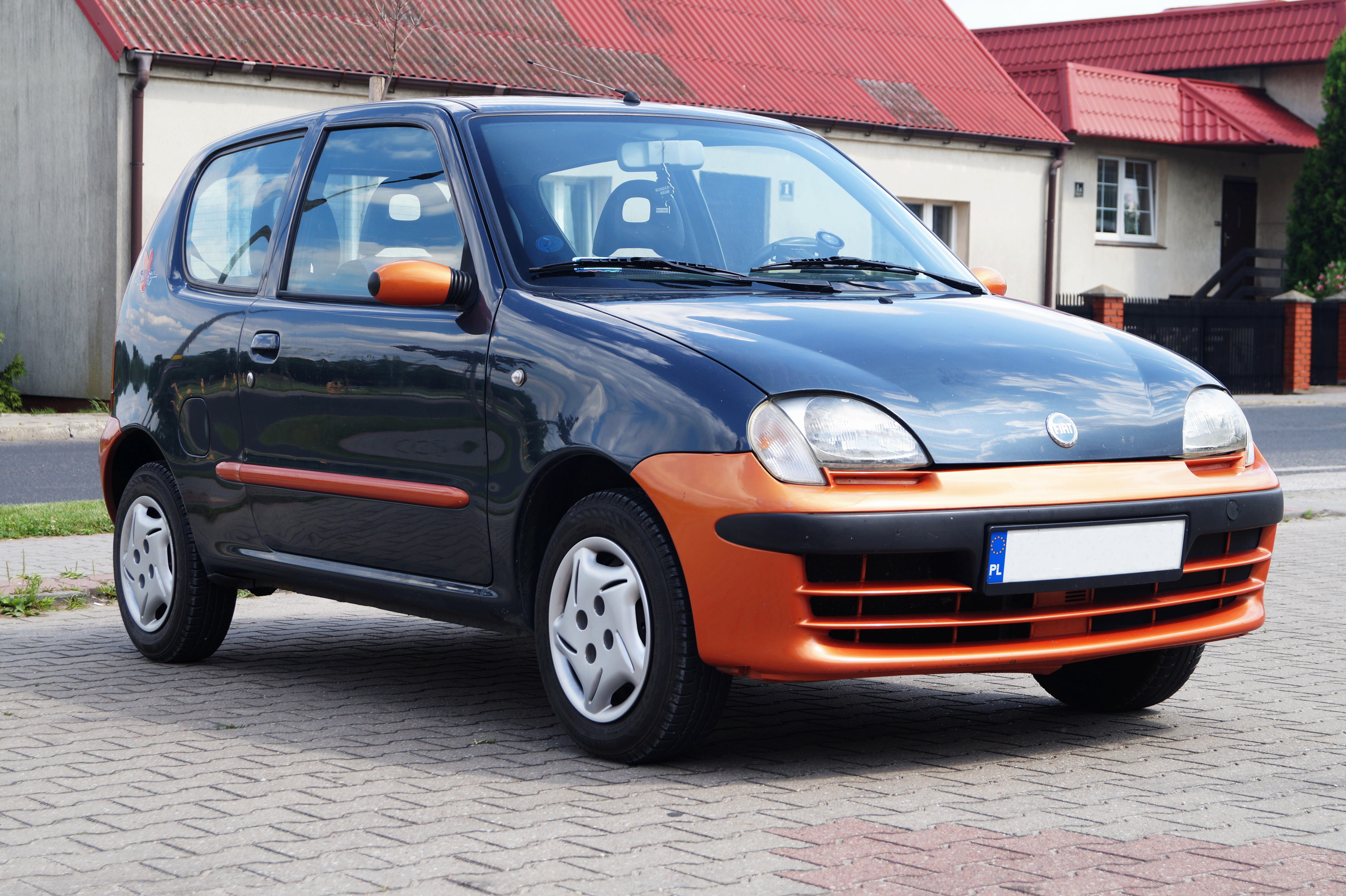
Fiat Seicento

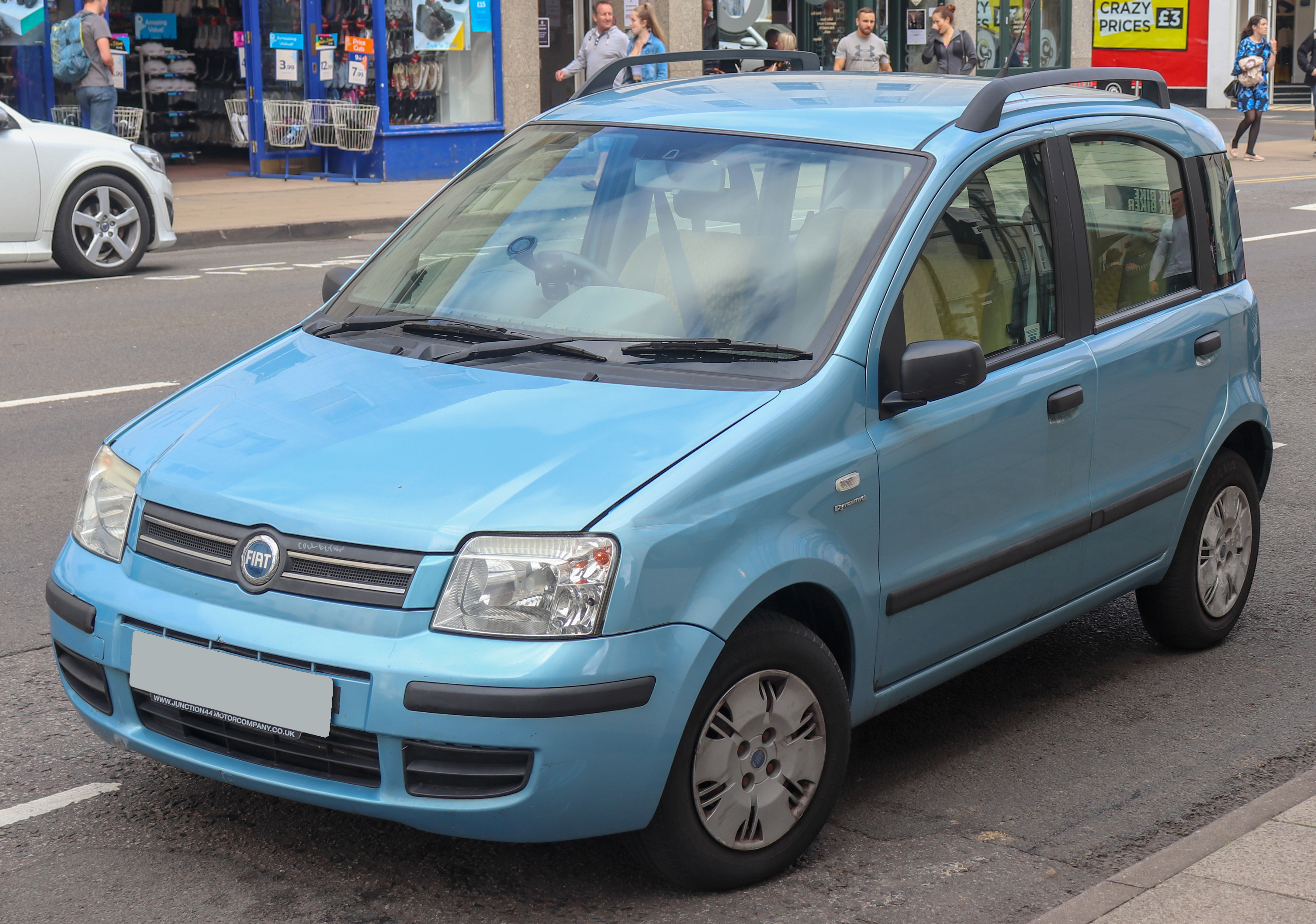
Fiat Panda II

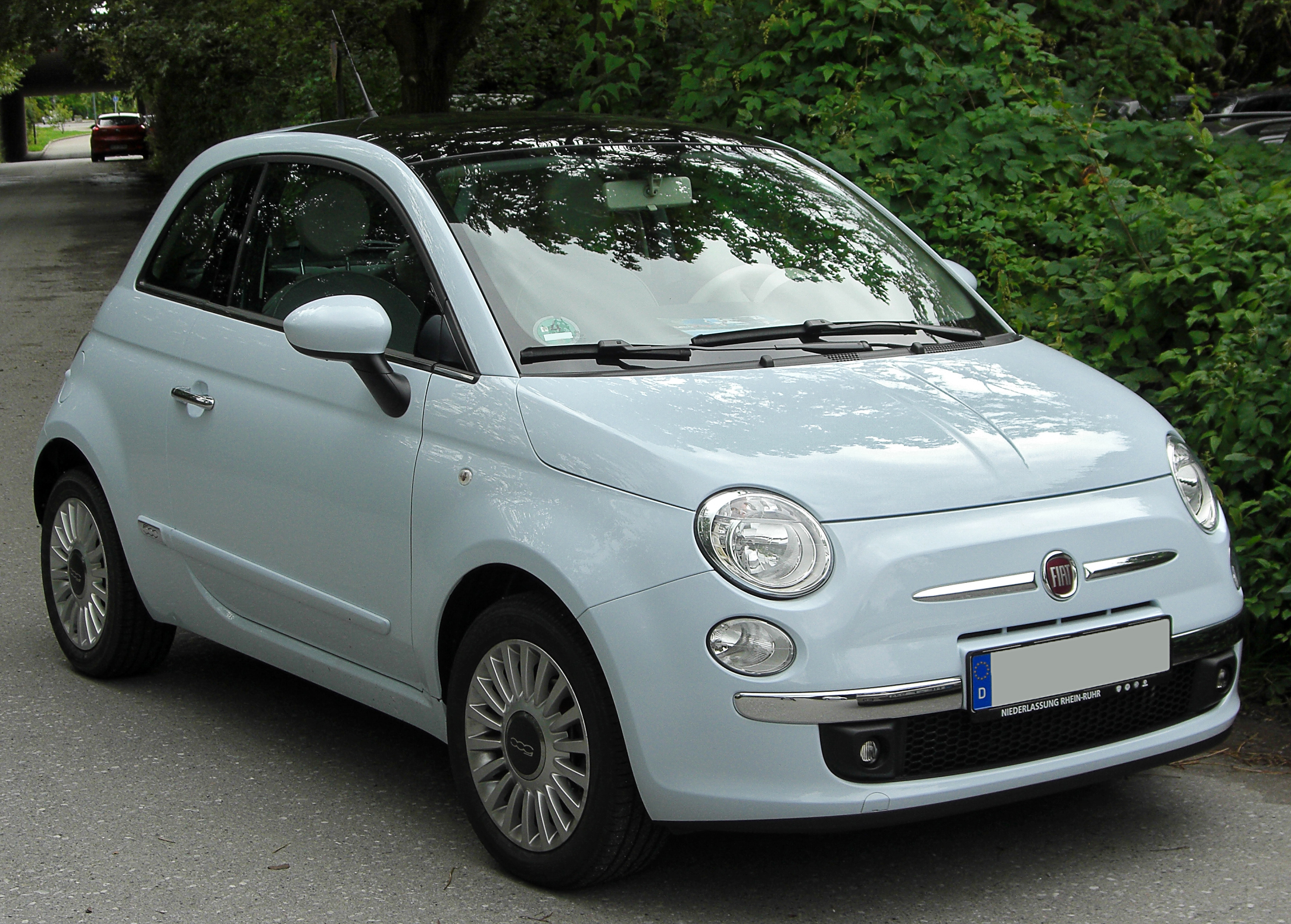
Fiat 500

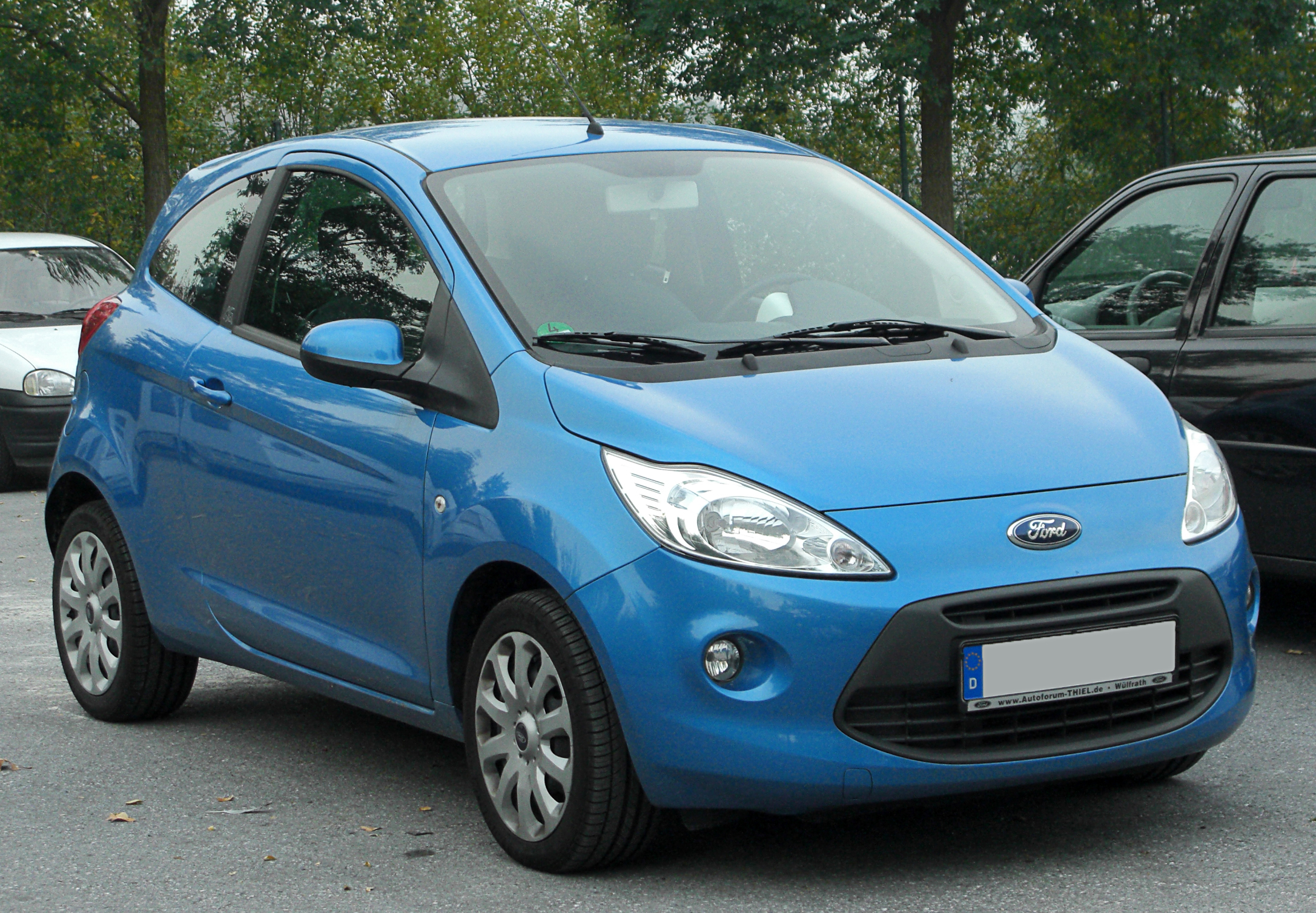
Ford Ka II

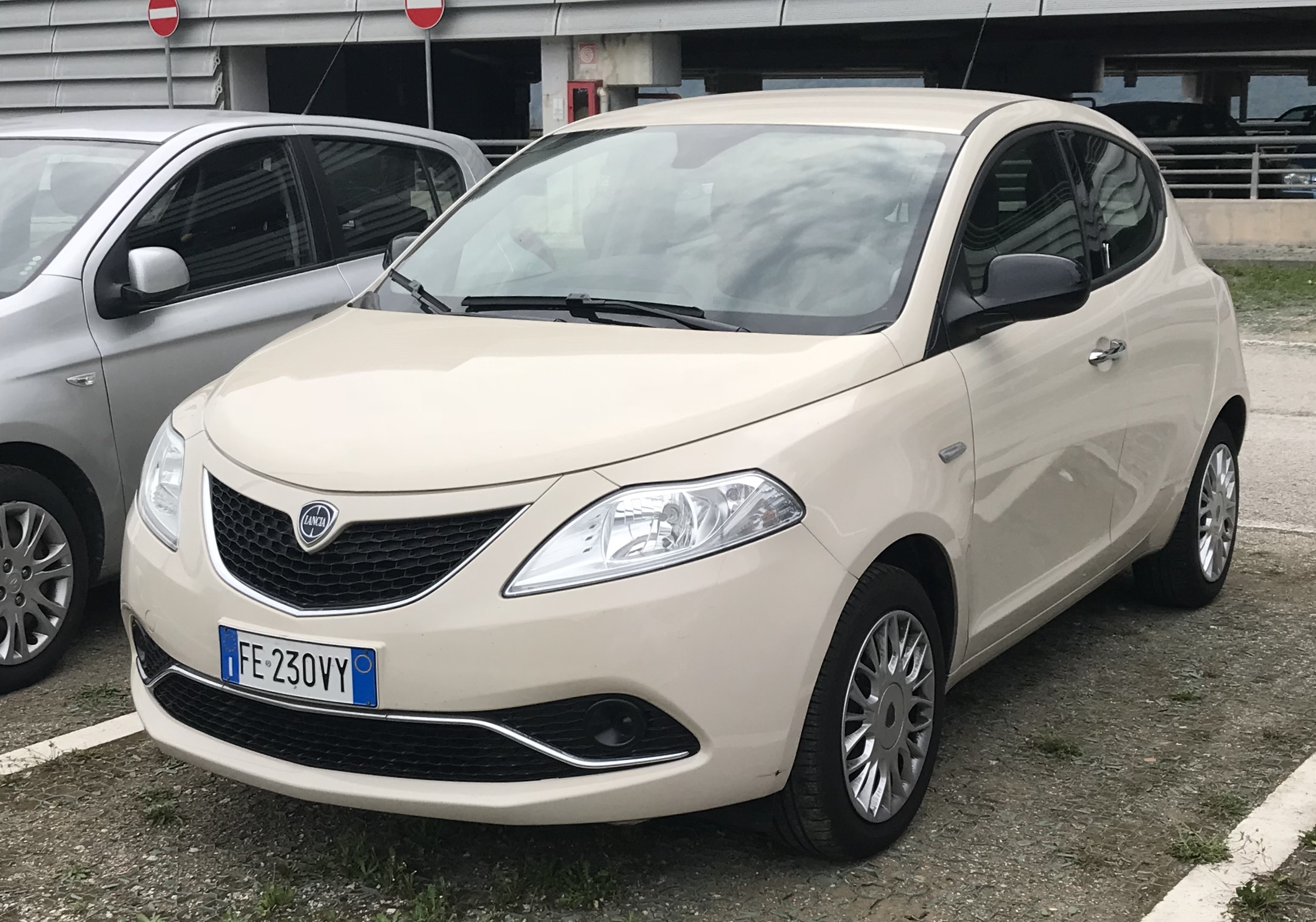
Lancia Ypsilon III

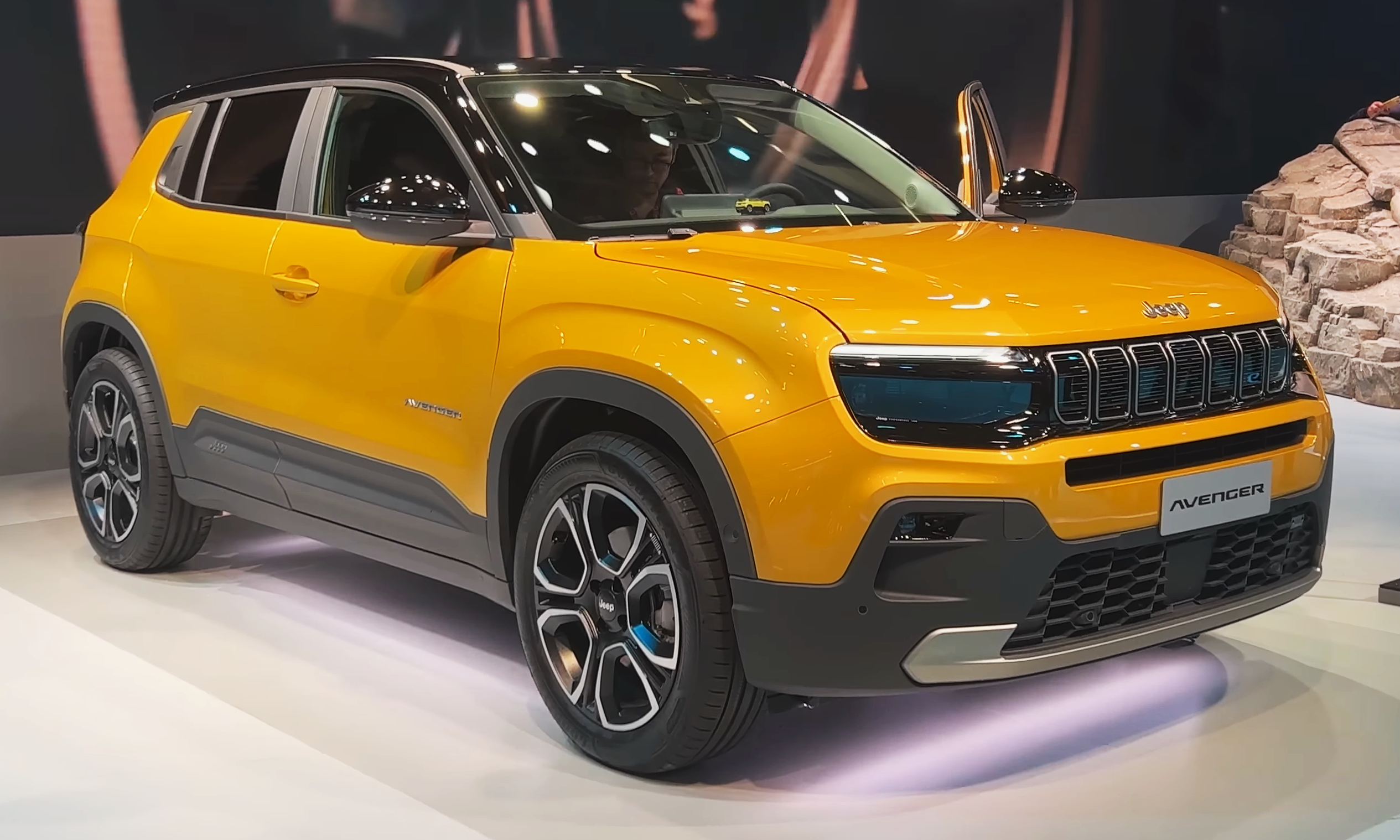
Jeep Avenger

FCA Poland Sp. z o.o. (do 1 kwietnia 2015 Fiat Auto Poland S.A., do lipca 2023 FCA Poland S.A.) – polskie przedsiębiorstwo zajmujące się produkcją samochodów, należące do Stellantis Italy, powstałe w 1992 r. na bazie Fabryki Samochodów Małolitrażowych (FSM) w Bielsku-Białej i Tychach.

## Historia

### Początkowe lata
Po powstaniu spółki część zakładów filialnych dawnego FSM przejęły przedsiębiorstwa należące do grupy Fiat Auto, tworząc swoje polskie oddziały, takie jak Teksid Poland, Magneti Marelli Poland. Początkowo w spółce produkowane były dwa modele – 126 i licencyjny ZX1-79, czyli Cinquecento. W kolejnych latach: UNO, Siena, Palio, Palio Weekend, a w Tychach Cinquecento z produkowanym w Bielsku-Białej silnikiem 700 cm³, który w 1993 zdobył drugie miejsce w konkursie Car of the Year 1993. Montowano również model z silnikiem 900 cm³, dostarczanym z Włoch. W 1994 przeprowadzono modyfikację Fiata 126.
W modelu zastosowano niektóre podzespoły z UNO stosowane również w Cinquecento, żartobliwie wśród załogi nazywano to unifikacją produkcji. Zunifikowano np. drzwi, stosując te same lusterka boczne. W grudniu 1996 pojawił się Fiat 126 ELX z modułem stosowanym w Cinquecento, sygnalizował przy pomocy koloru diod toksyczność spalin po przekroczeniu określonej prędkości. Jednak w układzie wydechowym brak było drogiej sondy Lambda stosowanej tylko tymczasowo do wysterowania, zaprogramowania modułu. Obok modernizacji dotychczasowych wyrobów wprowadzano nowe.

### Intensywny rozwój
W 1994 r. w Bielsku-Białej rozpoczął się montaż CKD modelu Uno, który wkrótce zastąpiony został pełnym cyklem technologicznym z silnikami 1,4 dm³ i 1,1 dm³ oraz 1,0 dm³. Montowano też auta firmy Innocenti tylko z silnikiem 1,0 dm³. Model ten dostarczano dla sieci firmy Innocenti jako Innocenti Mille (1000), w celu wspomożenia realizacji zamówień-przedpłat (w systemie argentyńskim), na rynku brazylijskim. Innocenti był zakupionym przez Brazylię licencyjnym modelem UNO. W 1995 rozpoczął się montaż w Tychach SKD Fiata Punto oraz Ducato, który trwał do początku 2000 (od listopada 1999 był to Punto II). W czerwcu 1997 w Zakładzie Karoserii w Bielsku-Białej ruszyła seryjna produkcja pochodzącego z Brazylii modelu Siena, a kilka miesięcy później Fiat Palio oraz Palio Weekend (wiosną 1998).
W 1998 r. rozpoczęto w Tychach montaż SKD modeli Bravo, Brava, Marea, Marea Weekend i Ducato. Trwał on początku 2000 roku. W tym miejscu w fabryce w Tychach produkowano potem przeniesioną z Bielska-Białej linie montażu Modeli Palio, UNO i Palio Weekend. Wiosną 1998 Cinquecento został zastąpiony przez model Seicento. Do tego czasu wyprodukowano 1 164 478 sztuk tzw. „CC”, z czego wyeksportowano 863 254. 22 września 2000 zakończono w Bielsku-Białej produkcję Fiata 126, jako ostatnie wykonano ponad 1000 sztuk w z naklejką „Maluch Happy End”. W okresie od maja do października 2000 przeniesiono produkcję modeli Uno, Siena i Palio Weekend do Tychów. Tym samym zakłady w Bielsku-Białej zaprzestały produkcji samochodów, koncentrując się na produkcji podzespołów (silników, skrzyń biegów). Jesienią 2001 zakończono produkcję Sieny, w październiku 2002 Uno, zaś w maju 2004 Palio Weekend.
Zaniechanie produkcji samochodów w Bielsku-Białej spowodowało rozwinięcie tam produkcji podzespołów samochodowych, silników i skrzyń biegów. Z czasem powstała spółka Fiat-GM Powertrain zajmująca się produkcją nowoczesnego silnika wysokoprężnego 1,3 dm³ „MultiJet”. Rocznie powstaje około 700 tys. sztuk z przeznaczeniem do kilkunastu modeli osobowych i dostawczych samochodów grup Fiat, GM i Suzuki.
W kwietniu 2003 w fabryce świętowano wyprodukowanie milionowego Seicento, a w całej spółce – sprzedaż trzymilionowego samochodu. W maju 2003 rozpoczęto produkcję modelu Panda, który wszedł do sprzedaży we wrześniu tego samego roku. Zdobył on prestiżowy tytuł European Car of The Year 2004. W czerwcu 2005 Seicento przemianowano na Fiata 600.

### Epoka Fiata 500
W maju 2007 rozpoczęto produkcję Fiata 500, który zdobył tytuł European Car of The Year 2008. Uruchomienie jego produkcji spowodowało modernizację i automatyzację fabryki, m.in. w spawalni znajdują się 384 roboty, obsługiwane przez 500 pracowników. 6 września 2007 świętowano wyprodukowanie w Tychach milionowego Fiata Panda. Jesienią 2008 rozpoczęto produkcję nowej wersji Forda Ka w ramach joint venture. Miał on powstawać w liczbie do 120 tys. sztuk rocznie, w ciągu kilku miesięcy 2008 powstało około 19 tys. sztuk. Powstały również kolejne wersje produkowanych dotychczas modeli. Na targach motoryzacyjnych w Genewie w marcu 2008 zadebiutował Fiat 500 Abarth. Jest on produkowany od 2008 w Tychach. W 2008 powstało 5905 sztuk tej wersji, zaś w 2009 około 8 tys. sztuk.
Początkowa zdolność produkcyjna Fiata 500 wynosiła 500 sztuk dziennie, co przekłada się na około 120 tys. sztuk rocznie. W 2007 powstało 65 116 sztuk. Jednak olbrzymie zainteresowanie rynku spowodowało stopniowe podnoszenie tej zdolności. Postępowała modernizacja zakładu. Od marca 2008 produkcja wzrosła do 750 sztuk dziennie, co przekłada się na około 180 tys. sztuk rocznie. Dzięki pracy w dodatkowe dni (wolne soboty, skrócona wakacyjna przerwa urlopowa) w 2008 powstało 195 637 sztuk Fiatów 500.
W 2007 r. zakład Fiat Auto Poland w Tychach dołączył do prestiżowego grona przedsiębiorstw „World Class Manufacturing”, tj. posiadających i stosujących najlepsze i najskuteczniejsze metody zarządzania systemem produkcyjnym w skali światowej. Jest to efekt długiego procesu udoskonalania, trwającego od czasu włączenia zakładu w strukturę Fiat Auto. Zakład w Tychach był m.in. pierwszym z grupy Fiat Auto, w którym od połowy lat 90. wdrożono normy ISO 9001 (dotyczące standardów zarządzania jakością) i ISO 14001 (dotyczące standardów zarządzania środowiskowego). Rozwiązania przyjęte w tyskim zakładzie stały się później wzorem dla rozwiązań wdrażanych w innych fabrykach grupy.
Wdrożono w nim również system produkcji, który przyczynia się do tego, że samochody opuszczające taśmę produkcyjną mają niski wskaźnik wykrytych wad produkcyjnych oraz wad występujących w kolejnych latach eksploatacji. Pojawiają się jednocześnie głosy krytyczne mówiące, iż wzrost jakości i wydajności odbywa się kosztem atmosfery pracy i sytuacji pracowników.
Samochody produkowane przez „Fiat Auto Poland” są eksportowane do 68 państw, m.in. do Japonii (w 2008 trafiły tam 4174 auta), a ten eksport stanowi około 3% wartości wszystkich transakcji tego rodzaju w skali kraju.
W połowie dekady 2000–2009 „Fiat Auto Poland” produkował około 300–350 tys. samochodów rocznie. W 2008 r. wyprodukowano rekordową liczbę 492 885 szt. samochodów, w tym 19 046 szt. Forda Ka drugiej generacji, którego produkcję oficjalnie uruchomiono 25 września 2008 w Tychach. W 2009 zakład wyprodukował łącznie około 606 tys. sztuk samochodów. Podczas salonu samochodowego w Genewie w marcu 2009 zadebiutował kabriolet Fiat 500C. W połowie 2010 produkcja modelu Fiat 600 została zakończona.

### Epoka Lancii Ypsilon
Produkcja następnej generacji Fiata Pandy została przeniesiona z Tychów do fabryki w Pomigliano d'Arco koło Neapolu, w zamian za produkowany dotychczas w Termini Imerese na Sycylii model Lancia Ypsilon. W połowie 2011 w tyskim zakładzie rozpoczęto produkcję Lancii Ypsilon III.
W grudniu 2012 zakład poinformował o konieczności zwolnienia około 1500 pracowników, ograniczeniu produkcji i zakończeniu wytwarzania modelu Panda. Produkcję kolejnej generacji miejskiego samochodu przekazano innym, włoskim zakładom Fiata w Pomigliano d’Arco pod Neapolem.
Zakład w Tychach był w 2009 r. największą fabryką Fiata w Europie, a drugą co do wielkości na świecie, po brazylijskiej fabryce w Betim. Ogólne przychody przedsiębiorstwa w 2012 przekroczyły 14 150 mln złotych, przychody ze sprzedaży wyniosły ponad 14 100 mln złotych. Fiat Auto Poland przez wiele lat współpracował w zakresie projektów i badań z dawnym Ośrodkiem Badawczo-Rozwojowym Samochodów Małolitrażowych – Bosmal.
Druga połowa drugiej dekady XXI wieku przyniosła okres stagnacji w inwestycjach w tyskich zakładach, które w 2016 roku po wycofaniu modelu Ford Ka pozostały przy produkcji już tylko trzech modeli: Lancii Ypsilon oraz Fiata i Abartha 500. Pomimo licznych spekulacji na temat planów wobec fabryki, ówczesny koncern Fiat Chrysler Automobiles do końca dziesięciolecia nie wprowadził większych zmian w funkcjonowaniu oraz rodzaju produkowanych samochodów.

### Epoka Stellantis
Jeszcze w momencie formowania się nowego koncernu Stellantis, który powstał w wyniku fuzji Fiat Chrysler Automobiles i Groupe PSA, podjęta została decyzja o pierwszej od 10 lat dużej inwestycji skierowanej do fabryki w Tychach. W styczniu 2021 oficjalnie poinformowano o oddelegowaniu fabryki do wytwarzania rodziny trzech małych crossoverów Alfy Romeo, Fiata i Jeepa opracowywanych na francuskiej platformie dzięki wymianie technologicznej możliwej dzięki powstaniu Stellantis. Po debiucie we wrześniu 2022, najpierw w listopadzie 2022 rozpoczęła się produkcja Jeepa Avengera, by w kolejnych dwóch latach do niego włoskie bliźniacze konstrukcje. Pierwszy we wrześniu 2023 był Fiat 600, a wiosną 2024 – Alfa Romeo Milano. W tym samym czasie rozpoczął się też montaż SKD chińskiego samochodu miejskiego Leapmotor T03.

## Produkowane samochody

### Historyczne

#### Montaż SKD
- Fiat Punto (1995–2000)
- Fiat Ducato (1995–2000)
- Fiat Bravo (1998–2000)
- Fiat Brava (1998–2000)
- Fiat Marea (1998–2000)

#### Produkcja
- Fiat Cinquecento (1991–1998)
- Fiat 126p (1973–2000)
- Fiat Siena (1997–2001)
- Fiat Uno (1995–2002)
- Fiat Palio Weekend (1998–2004)
- Fiat Seicento (1997–2005)
- Fiat 600 (2005–2010)
- Fiat Panda (2003–2012)
- Ford Ka (2008–2016)
- Fiat 500 (2007–2024)
- Abarth 500 (2008–2024)
- Lancia Ypsilon (2011–2024)

### Obecnie
- Jeep Avenger (od 2022)
- Fiat 600 (od 2023)
- Alfa Romeo Junior (od 2024)
- Abarth 600e (od 2024)
- Leapmotor T03 (2024)

## Kontrowersje
Podczas nabycia zakładów FSM, Fiat Auto przejął 90% akcji spółki. W tym samym roku zmieniono markę modelu Cinquecento z „FSM” na „Fiat”, a w 1994 roku wraz z modernizacją modelu 126p spółka zmieniła markę tych pojazdów z „Polski Fiat” także na „Fiat”. W późniejszym czasie Fiat Auto powiększył swoje udziały w spółce. Przejęcie polskiego przedsiębiorstwa przez kolejne lata wzbudzało szerokie kontrowersje. W głosach krytyki pojawiały się zarzuty o wrogie przejęcie.